# Hippolyte Caurant
Pour les articles homonymes, voir Hippolyte.
Hippolyte Caurant est un homme politique français né le 22 octobre 1839 au Faou (Finistère) et mort le 17 décembre 1923 à Paris.
Conseiller de préfecture et secrétaire général de la préfecture du Cher, il est député, républicain, du Finistère de 1880 à 1885. Après sa défaite en 1885, il quitte la vie politique.

## Sources
- « Hippolyte Caurant », dans Adolphe Robert et Gaston Cougny, Dictionnaire des parlementaires français, Edgar Bourloton, 1889-1891 [détail de l’édition]